# 한위 (컬링 선수)
한위(중국어 간체자: 韩雨, 정체자: 韓雨, 병음: Hán Yǔ, 한자음: 한우, 2000년 10월 6일~)는 중화인민공화국의 컬링 선수로 2022년 동계 올림픽에 참가했다. 그는 범대륙 선수권 대회에서 동메달 1개, 아시안 게임 믹스더블 동메달 1개, 아시아-태평양 선수권 대회에서 금메달 1개를 획득했다.